# Jurydyczna akademіja Charków (szachy)
Jurydyczna akademіja Charków (ukr. Шаховий спортивний клуб «Юридична академія», Szachowyj sportywnyj klub „Jurydyczna akademіja”) – funkcjonujący przy Narodowym Uniwersytecie Prawnym im. Jarosława Mądrego w Charkowie klub szachowy, dziewięciokrotny mistrz Ukrainy.

## Historia
Klub został założony w 1996 roku z inicjatywy Wasilija Tacija i Władimira Sztaszisa. Pierwszym trenerem klubu został Władimir Sawon, a pierwszym prezesem – Anatolij Skrypnyk. W 1997 roku klub został wicemistrzem Ukrainy. W tym samym roku zespół zadebiutował w Pucharze Europy. Klub przegrał wówczas z Reval Sport Tallinn i Elicurem Petach Tikwa i wygrał walkowerem mecz z ŠK Borovo-Vukovar ’91, zajmując przedostatnie miejsce w grupie. W 1999 roku klub zainaugurował międzynarodowy turniej pn. „Kubok rektora”. W tym samym roku zespół ponownie zdobył wicemistrzostwo kraju. W Pucharze Europy klub przegrał mecze z ŠK Kiseljak i Zalaegerszegi Csuti SK i zajął ostatnią pozycję w fazie grupowej. W 2000 roku zespół zdobył pierwsze mistrzostwo kraju. Uzyskano wówczas identyczną liczbę punktów co drugi Donbas Donieck, a tytuł mistrzowski klub zdobył dzięki większej liczbie punktów meczowych. W sezonie 2001 klub zajął trzecie miejsce w lidze. W latach 2004–2005 drużyna zdobyła tytuły mistrzowskie. W latach 2006 i 2008 klub zajmował drugie miejsce w mistrzostwach, a w sezonach 2009 i 2010 – trzecie. W 2011 roku ponownie uzyskano wicemistrzostwo. Sezony 2012–2013 i 2015 klub zakończył uzyskaniem mistrzostwa kraju, w 2016 roku zdobył wicemistrzostwo, a w roku 2017 kolejne mistrzostwo. W 2018 roku zespół zajął trzecie miejsce w lidze, a w sezonach 2019 i 2021 zdobył odpowiednio ósmy i dziewiąty tytuł mistrzowski. Po inwazji Rosji na Ukrainę klub kontynuował działalność m.in. poprzez organizację turniejów szachowych.

## Arcymistrzowie w historii klubu
Źródło: OlimpBase

- Eduard Andriejew
- Georgi Arzumanian
- Walerij Awieskułow
- Władysław Borowykow
- Michaił Brodski
- Pawło Eljanow
- Nazar Firman
- / Ołeksandr Ipatow
- Ołeksij Kysłynskyj
- Anton Korobow
- Igor Kowalenko
- Ołeksandr Kowczan
- Hennadij Matiuszyn
- Ołeksandr Moisejenko
- Wołodymyr Onyszczuk
- Stanisław Sawczenko
- Władimir Sawon
- Anna Uszenina[10]
- Jarosław Zinczenko
- Ołeksandr Zubariew